# ورزشگاه بین‌المللی خلیفه
ورزشگاه بین‌المللی خلیفه (عربی: استاد خلیفة الدولي) که به عنوان ورزشگاه ملی نیز شناخته می‌شود، یک ورزشگاه چند منظوره در دوحه، قطر است؛ این ورزشگاه به عنوان بخشی از مجموعه شهر ورزشی دوحه است که شامل آکادمی اسپایر، مرکز آبی حمد و برج آسپایر نیز می‌شود. نام این ورزشگاه برگرفته از خلیفه بن حمد آل ثانی، امیر سابق قطر گرفته شده‌است.
ورزشگاه بین المللی خلیفه مانند ورزشگاه های دیگر قطر، برای جام جهانی فوتبال ٢٠٢٢ مورد تغییرات کاربری گسترده قرار گرفت.   این ورزشگاه اولین  ورزشگاه تکمیل شده قطر برای میزبانی، بود.

## موقعیت
ورزشگاه بین‌المللی الخلیفه در ۵ کیلومتری غرب مرکز دوحه و در کنار کمپ اسپایر واقع شده‌است.

## تاریخچه

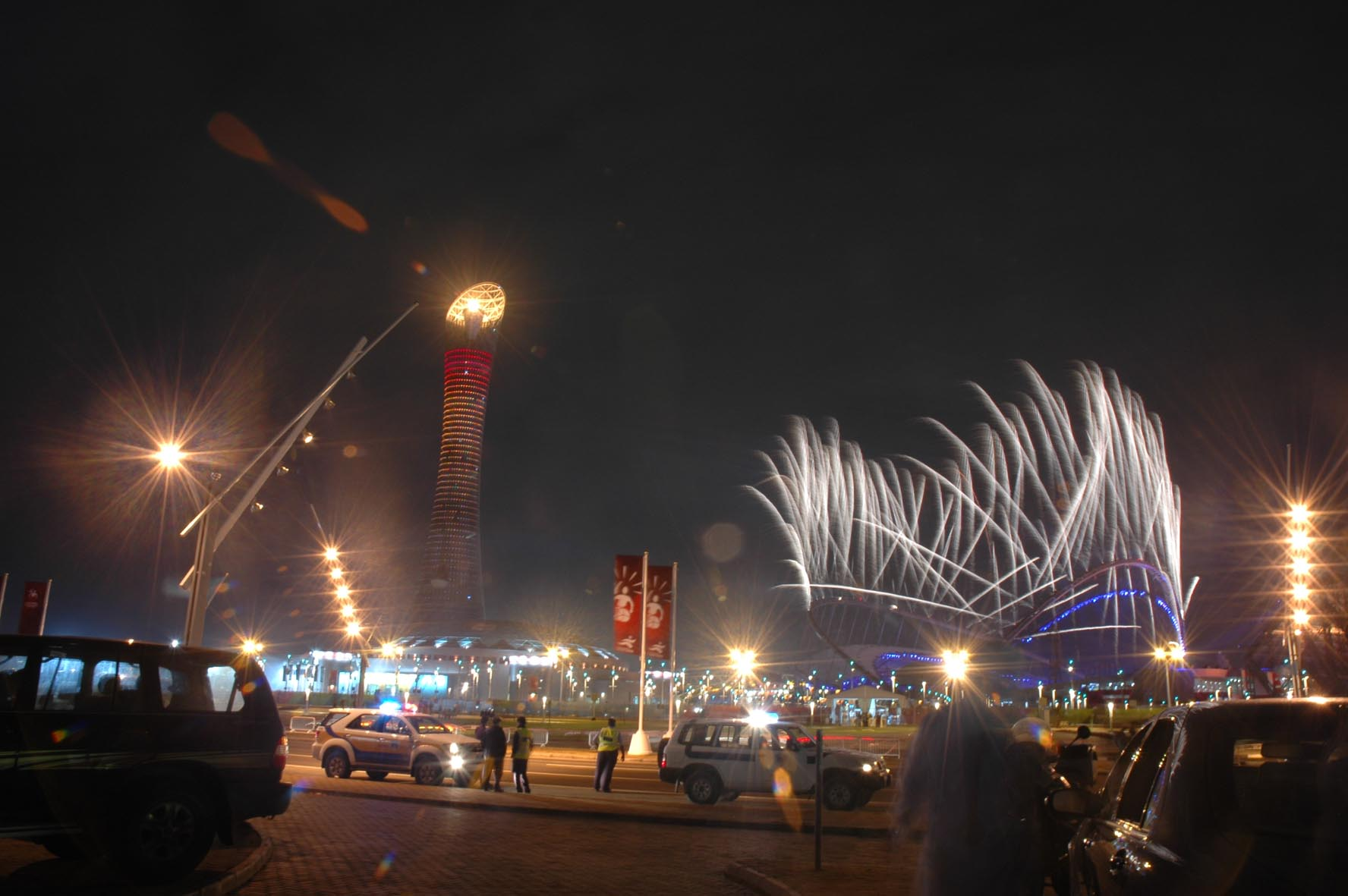
افتتاحیه ورزشگاه خلیفه برای بازی‌های آسیایی ۲۰۰۶

ورزشگاه بین المللی خلیفه نخستین بار در سال ۱۹۷۶ افتتاح شد. در سال ۱۹۹۲، این ورزشگاه میزبان تمام ۱۵ بازی یازدهمین دوره جام خلیج فارس بود که قطر برای اولین بار برنده آن شد. در سال ۲۰۰۵، قبل از بازی‌های آسیایی ۲۰۰۶، مسئولان قطری تصمیم به بازسازی و گسترش این ورزشگاه گرفتند؛ پس از اتمام کار ظرفیت آن از ۲۰۰۰۰ صندلی به ۴۰۰۰۰ صندلی افزایش یافت.
ضلع غربی و شرقی ورزشگاه مسقف بوده و دو ضلع آن دارای طاق بزرگی است که به عنوان سکویی برای آتش بازی در مراسم افتتاحیه بازی‌های آسیایی ۲۰۰۶ مورد استفاده قرار گرفت.
قبل از بازسازی در سال ۲۰۰۵، این ورزشگاه بیشتر برای مسابقات فوتبال مورد استفاده قرار می‌گرفت، اما برای بسیاری از ورزش‌های دیگر از جمله دو و میدانی مجهز بود.

### بازسازی مجدد
این ورزشگاه مجدداً پس از توسعه و تجهیز در راستای بهره‌مندی هر چه بیشتر از آن برای برگزاری مسابقات مختلف، در مِی ۲۰۱۷ به صورت رسمی افتتاح شد.
این ورزشگاه پس از افتتاح مجهز به فناوری‌هایی از جمله خنک‌کننده‌های هوشمند، سیستم‌های روشنایی دیجیتال، نمای بیرونی مدرن و… گردید؛
همچنین پس از تجهیز، رتبه چهار ستاره را از سیستم ارزیابی پایداری جهانی (GSAS) دریافت کرد. توسعه دهندگان ورزشگاه از روش‌های پیشرفته پایداری در طراحی، ساخت و بهره‌برداری استفاده کردند تا ردپای اکولوژیکی ورزشگاه را به حداقل برسانند
پس از بازگشایی رسمی، اولین رویداد ورزشی برگزار شده در این ورزشگاه مربوط به مسابقات جهانی دوومیدانی ۲۰۱۹ در سپتامبر و اکتبر همان سال بود.

## سیستم حمل و نقل
ورزشگاه بین‌المللی خلیفه توسط خط طلای متروی دوحه که مسافران را به مقصد ایستگاه (Sport City) می‌رساند، سرویس دهی می‌شود.

## رویدادهای ورزشی
- میزبان هفدهمین دوره جام خلیج فارس
- میزبان بازی‌های آسیایی ۲۰۰۶
- میزبان جام ملت‌های آسیا ۲۰۱۱ برای بازی‌های گروه A، مرحله یک چهارم نهایی، نیمه نهایی و فینال
- میزبان بازی‌های پان عرب ۲۰۱۱
- میزبان مسابقات جهانی دو و میدانی ۲۰۱۹
- میزبان بیست و چهارمین دوره جام خلیج فارس
- میزبان پنج بازی در جام جهانی باشگاه‌های فیفا ۲۰۱۹، از جمله فینال
- میزبان جام جهانی فوتبال ۲۰۲۲
- میزبانجام ملت‌های آسیا ۲۰۲۳

## نتایج مسابقات اخیر

### جام ملت‌های آسیا ۲۰۱۱
| تاریخ          | زمان (QST) | تیم شماره١ | نتیجه | تیم شماره٢ | گروه           | حضور  |
| -------------- | ---------- | ---------- | ----- | ---------- | -------------- | ----- |
| ۷ ژانویه ۲۰۱۱  | ۱۹:۱۵      | قطر        | ۰–۲   | ازبکستان   | گروه الف       | ۳۷۱۴۳ |
| ۱۲ ژانویه ۲۰۱۱ | ۱۹:۱۵      | چین        | ۰–۲   | قطر        | گروه الف       | ۲۵۶۷۸ |
| ۱۶ ژانویه ۲۰۱۱ | ۱۹:۱۵      | قطر        | ۳–۰   | کویت       | گروه الف       | ۲۸۳۳۹ |
| ۲۱ ژانویه ۲۰۱۱ | ۱۹:۲۵      | ازبکستان   | ۲–۱   | اردن       | یک چهارم نهایی | ۱۶۰۷۳ |
| ۲۵ ژانویه ۲۰۱۱ | ۱۹:۲۵      | ازبکستان   | ۰–۶   | استرالیا   | نیمه نهایی     | ۲۴۸۲۶ |
| ۲۹ ژانویه ۲۰۱۱ | ساعت ۱۸:۰۰ | استرالیا   | ۰–۱   | ژاپن       | نهایی          | ۳۷۱۴۷ |

### بیست و چهارمین دوره جام خلیج فارس
| تاریخ          | زمان (AST) | تیم شماره١        | نتیجه | تیم شماره٢        | گروه     | حضور  |
| -------------- | ---------- | ----------------- | ----- | ----------------- | -------- | ----- |
| ۲۶ نوامبر ۲۰۱۹ | ۱۹:۳۰      | قطر               | ۱–۲   | عراق              | گروه الف | ۳۷۸۹۰ |
| ۲۹ نوامبر ۲۰۱۹ | ساعت ۱۷:۳۰ | امارات متحدهٔ عربی | ۰–۲   | عراق              | گروه الف | ۱۷۷۴۳ |
| ۲۹ نوامبر ۲۰۱۹ | ۱۹:۳۰      | یمن               | ۰–۶   | قطر               | گروه الف | ۲۶۳۹۲ |
| ۲ دسامبر ۲۰۱۹  | ساعت ۱۷:۳۰ | قطر               | ۲–۴   | امارات متحدهٔ عربی | گروه الف |       |
| ۲ دسامبر ۲۰۱۹  | ساعت ۲۰:۰۰ | کویت              | ۲–۴   | بحرین             | گروه ب   |       |

### جام باشگاه‌های جهان ۲۰۱۹
| تاریخ          | زمان (AST) | تیم شماره١ | نتیجه | تیم شماره٢ | گروه            | حضور  |
| -------------- | ---------- | ---------- | ----- | ---------- | --------------- | ----- |
| ۱۷ دسامبر ۲۰۱۹ | ساعت ۱۷:۳۰ | السد       | ۲–۶   | ES تونس    | فینال مقام پنجم | ۱۵۰۳۷ |
| ۱۷ دسامبر ۲۰۱۹ | ساعت ۲۰:۳۰ | فلامنگو    | ۳–۱   | الهلال     | نیمه نهایی      | ۲۱۵۸۸ |
| ۱۸ دسامبر ۲۰۱۹ | ساعت ۲۰:۳۰ | مونتری     | ۱–۲   | لیورپول    | نیمه نهایی      | ۴۵۴۱۶ |
| ۲۱ دسامبر ۲۰۱۹ | ساعت ۱۷:۳۰ | مونتری     | ۲–۲   | الهلال     | فینال مقام سوم  | ۱۹۳۱۸ |
| ۲۱ دسامبر ۲۰۱۹ | ساعت ۲۰:۳۰ | لیورپول    | ۱–۰   | فلامنگو    | نهایی           | ۴۵۴۱۶ |

### جام جهانی فوتبال ۲۰۲۲
ورزشگاه بین‌المللی خلیفه میزبان هشت بازی در جام جهانی فوتبال ۲۰۲۲ بود.
| تاریخ          | زمان (QST) | تیم شماره١ | نتیجه | تیم شماره٢          | گروه            | حضور   |
| -------------- | ---------- | ---------- | ----- | ------------------- | --------------- | ------ |
| ۲۱ نوامبر ۲۰۲۲ | ساعت ۱۶:۰۰ | انگلستان   | ۶-٢   | ایران               | گروه B          | ۴۵٬٣۴۴ |
| ۲۳ نوامبر ۲۰۲۲ | ساعت ۱۶:۰۰ | آلمان      | ١–٢   | ژاپن                | گروه E          | ۴٢٬۶٠٨ |
| ۲۵ نوامبر ۲۰۲۲ | ساعت ۱۹:۰۰ | هلند       | ١–۱   | اکوادور             | گروه A          | ۴۴٬٨٣٣ |
| ۲۷ نوامبر ۲۰۲۲ | ساعت ۱۹:۰۰ | کرواسی     | ۴–١   | کانادا              | گروه F          | ۴۴٬٣٧۴ |
| ۲۹ نوامبر ۲۰۲۲ | ساعت ۱۸:۰۰ | اکوادور    | ١–٢   | سنگال               | گروه A          | ۴۴٬۵۶٩ |
| ۱ دسامبر ۲۰۲۲  | ساعت ۲۲:۰۰ | ژاپن       | ٢–١   | اسپانیا             | گروه E          | ۴۴٬٨۵١ |
| ۳ دسامبر ۲۰۲۲  | ساعت ۱۸:۰۰ | هلند       | ٣–١   | ایالات متحده آمریکا | دور ۱۶          | ۴۴٬٨۴۶ |
| ۱۷ دسامبر ۲۰۲۲ | ساعت ۱۸:۰۰ | کرواسی     | ٢–١   | مراکش               | پلی آف مقام سوم | ۴۴٬١٣٧ |

### جام ملت‌های آسیا ۲۰۲۳
ورزشگاه بین المللی خلیفه میزبانی شش مسابقه در جام ملت‌های آسیا ۲۰۲۳ را برعهده داشت.

| تاریخ          | زمان       | تیم شماره١        | نتیجه | تیم شماره٢ | گروه          | حضور   |
| -------------- | ---------- | ----------------- | ----- | ---------- | ------------- | ------ |
| ۱۴ ژانویه ۲۰۲۴ | ساعت ۱۷:۳۰ | امارات متحدهٔ عربی | ۳–۱   | هنگ کنگ    | گروه C        | ۱۵٬۵۸۶ |
| ۱۶ ژانویه ۲۰۲۴ | ساعت ۲۰:۳۰ | عربستان سعودی     | ۲–۱   | عمان       | گروه F        | ۴۱٬۹۸۷ |
| ۱۹ ژانویه ۲۰۲۴ | ساعت ۲۰:۳۰ | هنگ کنگ           | ۰–۱   | ایران      | گروه C        | ۳۶٬۴۱۲ |
| ۲۲ ژانویه ۲۰۲۴ | ساعت ۱۸:۰۰ | قطر               | ۱–۰   | چین        | گروه A        | ۴۲٬۱۰۴ |
| ۲۵ ژانویه ۲۰۲۴ | ساعت ۱۴:۳۰ | اردن              | ۰–۱   | بحرین      | گروه E        | ۳۹٬۶۵۰ |
| ۲۹ ژانویه ۲۰۲۴ | ساعت ۱۴:۳۰ | عراق              | ۲–۳   | اردن       | یک هشتم نهایی | ۳۵,۸۱۴ |

## میزبانی مسابقات بین‌المللی

### دوستانه
| تاریخ           | زمان (QST) | تیم شماره١ | نتیجه | تیم شماره٢ |
| --------------- | ---------- | ---------- | ----- | ---------- |
| ۱۴ نوامبر ۲۰۰۹  | ۱۹:۱۵      | برزیل      | ۱–۰   | انگلستان   |
| ۱۷ نوامبر ۲۰۱۰  | ۱۹:۱۵      | برزیل      | ۰–۱   | آرژانتین   |
| ۱۸ نوامبر ۲۰۱۰  | ساعت ۱۸:۰۰ | قطر        | ۰–۱   | هائیتی     |
| ۱۶ دسامبر ۲۰۱۰  | ساعت ۱۸:۰۰ | قطر        | ۲–۱   | مصر        |
| ۲۲ دسامبر ۲۰۱۰  | ساعت ۱۶:۰۰ | قطر        | ۲–۰   | استونی     |
| ۲۸ دسامبر ۲۰۱۰  | ۱۹:۱۵      | قطر        | ۰–۰   | ایران      |
| ۶ فوریه ۲۰۱۳    | ساعت ۲۱:۰۰ | اسپانیا    | ۳–۱   | اروگوئه    |
| ۷ سپتامبر ۲۰۱۸  | ساعت ۱۹:۰۰ | قطر        | ۱–۰   | چین        |
| ۱۱ سپتامبر ۲۰۱۸ | ساعت ۱۹:۰۰ | قطر        | ۳–۰   | فلسطین     |
| ۳۱ دسامبر ۲۰۱۸  | ساعت ۲۰:۰۰ | قطر        | ۱–۲   | ایران      |